# Craig Beach
Craig Beach é uma vila localizada no estado norte-americano de Ohio, no Condado de Mahoning.

## Demografia
Segundo o censo norte-americano de 2000, a sua população era de 1254 habitantes.
Em 2006, foi estimada uma população de 1193, um decréscimo de 61 (-4.9%).

## Geografia
De acordo com o United States Census Bureau tem uma área de
4,4 km², dos quais 2,4 km² cobertos por terra e 2,0 km² cobertos por água.

## Localidades na vizinhança
O diagrama seguinte representa as localidades num raio de 20 km ao redor de Craig Beach.